# Sarov (Tərtər)
Sarov è un comune dell'Azerbaigian situato nel distretto di Tərtər. Conta una popolazione di 1 495 abitanti.